# Lime (entreprise)
Pour les articles homonymes, voir Lime.
Lime, anciennement appelé LimeBike, est une société de location de matériel de transport en libre-service basée aux États-Unis et crée en janvier 2017.

## Histoire
Comme la plupart des entreprises de location de mini-véhicules urbains en flotte libre, Lime est une entreprise sans rentabilité, qui vit des investissements de Google, qui la maintient à flot en attendant que ses concurrents ( "Ufo", propriété de Seat, "Hive" qui appartient à BMW et "Jump" par Uber) cèdent les premiers pour ensuite remporter un marché monopolistique, permettant d'augmenter les prix.
En mars 2020, du fait du confinement lors de la pandémie du COVID-19, l'entreprise envisage de licencier une partie de son effectif. En mai 2020, Lime fusionne ses activités avec Jump, la filiale d'Uber, intègre les activités de Jump dans les siennes, et Uber investit 170 millions de dollars dans Lime,.

### En France
En juin 2017, les premiers vélos en libre-service Lime arrivent en France, à Paris. Les premières trottinettes électriques Lime débarquent à Paris en juin 2018,,,,,.
Lime est représentée en France par la société Lime RCS 840-180-624 géré par Zhoujia Bao et Weiyao Sun.
En 2018, la société a réalisé un chiffre d'affaires de 7 621 200 € et dégagé un résultat net de 259 500 € avec 10 collaborateurs.
Lime est présente à Lyon depuis octobre 2018.
À la suite du repêchage de nombreuses trottinettes dans le Rhône, la marque interdit le stationnement des véhicules sur les bords du fleuve. En juin 2019, elle augmente ses tarifs de 15 à 22 centimes la minute sans aucun préavis à ses utilisateurs.
En janvier 2019, Lime déploie ses trottinettes à Marseille. Six mois après l'arrivée de la marque dans la cité phocéenne, de nombreuses trottinettes sont repêchées dans les eaux de la ville.
En juin 2019, le quotidien Libération met à jour un commerce de carte de crédits volées à l'étranger dont les informations sont revendues sur internet pour permettre à des mineurs d'utiliser les trottinettes de la marque.
En octobre 2019, la municipalité de Marseille décide d'exclure cinq des huit sociétés de trottinettes en libre-service qui circulaient dans la ville. Ainsi, le 21 octobre, Lime sera exclu de la ville et seul Bird, Circ et Voï auront le droit de proposer des trottinettes.
En avril 2019, la ville de Paris a décidé d’adopter des mesures afin de réguler l’utilisation des trottinettes électriques en libre-service pour protéger les piétons (comme les personnes âgées et les enfants) mais aussi limiter les mauvais usages des trottinettes qui entrainent des coûts importants pour la municipalité et donc les contribuables comme le repêchage dans la Seine, le ramassage et le déplacement de trottinettes qui gênent la circulation etc. Ainsi, dès avril 2019, les trottinettes électriques dont Lime ont l’interdiction de rouler et de stationner sur les trottoirs au risque d’une amende et d’une mise en fourrière. Des zones spécifiques de stationnement, délimitées par un marquage au sol ont été créées. La ville de Paris a élaboré d’une charte de bonnes pratiques avec les entreprises proposent la location de trottinettes électriques en libre-service sur le même principe que les chartes qui s’appliquent aux entreprises de vélos et de scooters en libre-service. Enfin, une redevance pour les entreprises, a été instaurée.
En octobre 2019, les trottinettes électriques de Lime sont soumises au respect du Code de la route.
Depuis septembre 2020, Lime fait partie des trois opérateurs avec Dott et Tier autorisés à déployer une flotte de 5000 véhicules dans les rues de Paris.
En septembre 2021, les trottinettes électriques dont Lime ont une vitesse bridée à 10 km/h pour limiter les accidents.
Le 2 avril 2023, la mairie de Paris organisait une consultation citoyenne appelant les électeurs parisiens à voter pour ou contre les trottinettes en libre-service dans la ville. Si le taux de participation n'excédait pas 7,5%, ce qui a valu des critiques notamment de Paul Hatte, conseiller de Paris, indiquant que "personne n'était au courant de cette votation", ce sont tout de même 89,03% des votants qui se sont prononcés contre. Faisant suite aux résultats de la consultation, la maire de la ville, Anne Hidalgo, s'est engagée à ne pas renouveler les contrats des trois opérateurs de trottinettes en libre-service dont Lime fait partie. Ainsi, dès le 1er septembre 2023, Paris devrait devenir la première capitale européenne à interdire ces deux roues électriques.

### En Europe
Lime est présente dans une vingtaine de villes en Europe
En juillet 2018, la société annonce une levée de fonds de 335 millions de dollars (285 millions d'euros).

### Au Canada
En août 2019, l'entreprise reçoit l'autorisation de la ville de Montréal (Québec) de se déployer sur la commune. La mairie a mis en place des zones stationnement pour les trottinettes partagées.

## Impact écologique
Selon une étude de la North Carolina State University, les trottinettes électriques partagées sont plus polluantes qu'un bus diesel ou qu'un vélo électrique.